# Evžen Druhý aneb Hrdina našeho věku (Dusík)
Evžen Druhý aneb Hrdina našeho věku (v německém originále Eugen der zweyte oder Der Held unserer Zeit) je příležitostná hra se sbory (singspiel) o jednom jednání českého skladatele Františka Josefa (Benedikta) Dusíka na libreto Karla Friedricha Henslera. Její premiéru uvedlo 7. listopadu 1797 Stavovské divadlo v Lublani.
František Josef Dusík působil od roku 1790 jako vojenský kapelník a katedrální varhaník v Lublani, jsou však četné doklady o jeho styku s místním Stavovským divadlem. V něm vystupovaly různé divadelní společnosti, přičemž orchestr divadla byl pravidelně posilován hudebníky z vojenské kapely. V sezóně 1796/1797 to byla společnost Konstantina (von) Paraskowitze, pro niž napsal Dusík svou první doloženou operu Sultán Wampum, a v sezóně 1797/1798 provoz divadla zajišťovala divadelní společnost Johanna Georga Denglera. Právě tato společnost uvedla v Lublani Evžena Druhého.
Text této oslavné hry, jemuž autoři dali podtitul „rakouský občanský obraz se sbory“ („Eine österreichische Bürgergemälde mit Chören“) nebo „rakouská zpěvohra“ („Österreichisches Singspiel“), napsal Karl Friedrich Hensler (1759–1825), populární libretista a současně v té době ředitel hlavní vídeňské předměstské scény, Theater in der Leopoldstadt. Jednalo se o reakci na úspěšnou vojenskou kampaň první koalice proti vojskům Francouzské republiky v létě roku 1796, jejíž hlavní vojevůdce arcivévoda Karel je v textu připodobňován k hrdinovi protitureckých válek Evženu Savojskému. Henslerovo dílo, vydané roku 1796 tiskem (přesněji pod názvem Eugen, der Zweyte, der Held unsrer Zeit), bylo určeno jeho vlastnímu divadlu, kde pro ně hudbu složil českoněmecký skladatel Wenzel Müller. Jeho Evžen Druhý aneb Hrdina našeho věku měl premiéru 3. listopadu 1796. 
Lublaňská verze této hry byla uvedena o rok později; lokální tisk dokládá, že Evžen Druhý byl uveden 7. listopadu 1797 na jmeniny arcivévody Karla. Vojenská situace byla tehdy o něco jiná a Lublaň na jaře roku 1797 zažila okupaci francouzským vojskem vedeným Napoleonem Bonapartem; arcivévoda Karel se zapojil do jednání vedoucích k příměří v Leobenu a následně míru v Campo Formiu (17. října 1797). Pro lublaňskou verzi Evžena Druhého však byla použita originální hudba, již napsal jistý „Kormundl“, čímž je s největší pravděpodobností míněn Dusíkem používaný pseudonym „Cormundi“. Hudba tohoto díla se však nedochovala.

## Postavy
- Pan von Kronthal, okresní hejtman
- Bernhard Rehm, dragoun pod princem Evženem v roce 1734
- Anton Rehm, jeho syn, bohatý řezník
- Franz a Hannchen, jeho děti
- Poštmistr Werlau
- Caroline a Joseph, jeho děti
- Treumann, učitel
- Röschen, jeho dcera
- Kasper, řeznický pacholek
- Měšťané a měšťanské dívky
- Vojáci
- Poštovní sluha[4]

## Děj opery
(Odehrává se v městečku s poštovní stanicí nedaleko Vídně.) 

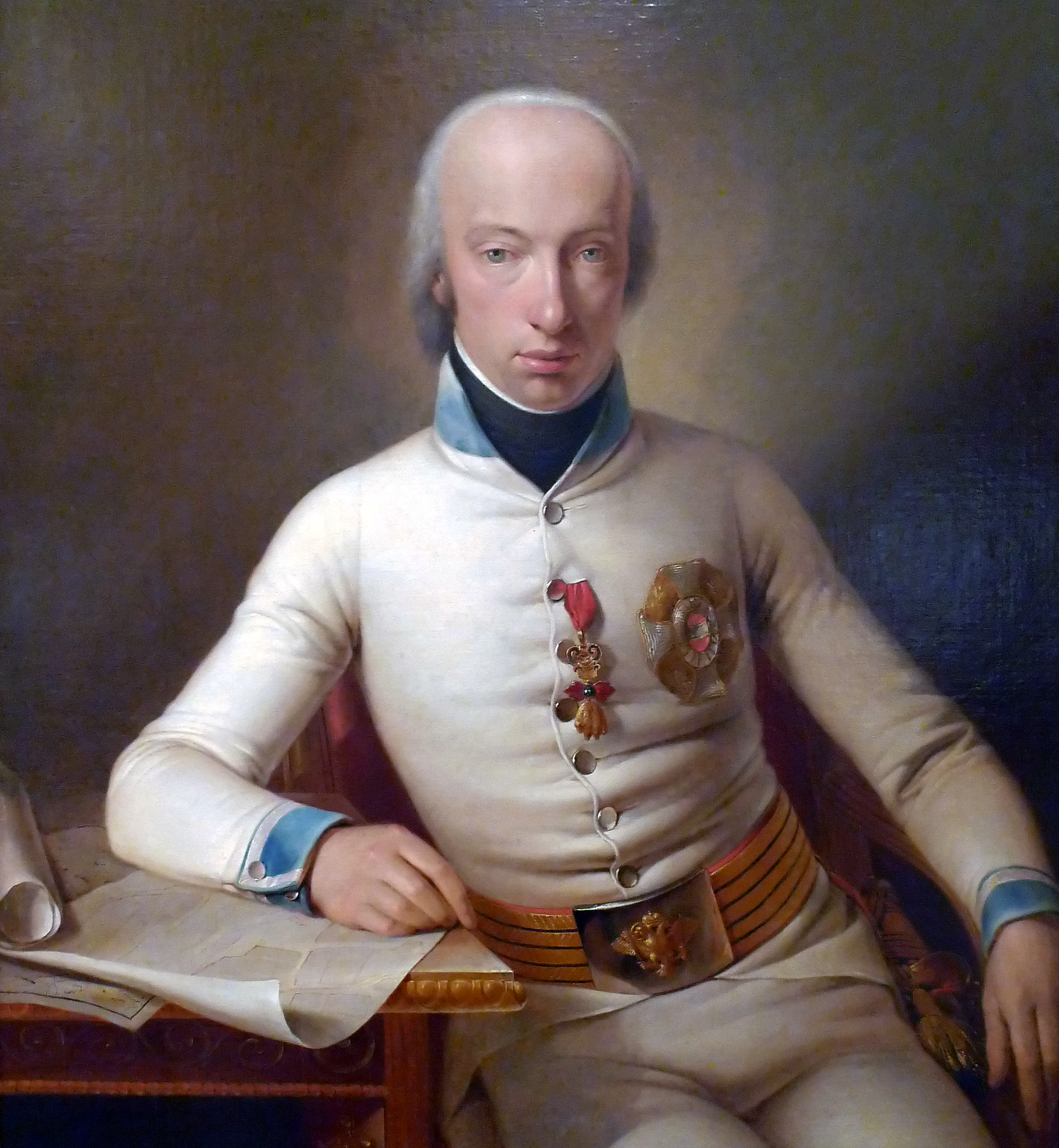
Arcivévoda Karel Rakousko-Těšínský, obraz Johanna Baptista Seeleho z roku 1800

(1. obraz – Ulice) Vojáci se shromažďují k odchodu do boje „za Boha, zákon a našeho Františka“ a měšťané a měšťanské dívky je přitom častují alkoholem a vyprovázejí je (sbor Die Trommel schlägt).
(2. obraz – Světnice řezníka Antona Rehma s obrazem císaře) Rehmův starý otec Bernhard vyjadřuje potěšení nad tím, s jakým nadšením mladí dobrovolníci rukují na obranu zeměpána a vlasti. Jeho vnučka Hannchen však vyjadřuje lítost nad všemi děvčaty, kterým mládenci odešli do nebezpečného boje proti nepříteli, a utěšuje se, že mezi nimi alespoň nebyl její milý, poštmistrovic Joseph. Děd jí vysvětluje, že mladí muži musí vyslyšet volání vlasti, ale Hannchen opáčí, že za dvacet let bude vlast opět volat a kde se najdou noví mladíci, když nynější děvčata zůstanou sama? Oznamuje také, že se otec brzy vrátí z Vídně a poslal zprávu, že přijede se vzácným hostem, ať se dům uklidí a vyčistí. To vyvolává dívčinu zvědavost a dědem vzpomíná rovněž na svého bratra Franze, který narukoval již dříve a o němž nejsou zprávy. Hannchen o něj má starost, ale Bernhard je na vnuka hrdý.
I okresní hejtman von Kronthal si libuje nad novými rekruty. Zmiňuje přitom jednoho mládence, který se u něj dnes ráno přihlásil, jen prý že si musí ještě vyžádat svolení svého otce a své dívky. Hannchen se s obavami dohaduje, že šlo o jejího Josepha. Poté Bernhard a hejtman hovoří o vojensko-politické situaci a o vůdci rakouských vojsk, mladém arcivévodovi Karlovi, který smyl hanu Německa a bohdá s nepřítelem brzy uzavře trvalý, četný mír. Bernhard, vysloužilec z válek prince Evžena, lituje jen toho, že se již bitev nemůže zúčastnit. Hannchen zatím poklízí spolu s pacholkem Kasparem. Ten je cizinec – pasovský občan – a díky tomu, že jeho zeměpán není v válce, mu odvod nehrozí.
Anton Rehm přichází domů a Hannchen se hned ptá po novinách z Vídně a po oznámeném vzácném hostu, ale otec dělá drahoty a posílá ji převléci se do nedělních šatů; zato na Kaspara se vzteká. Dozvěděv se o Rehmově návratu přikvačí poštmistr Werlau a rovněž se vyptává, co Rehm v hlavním městě viděl; Rehm popisuje se slzami v očích vlastenecké nadšení a svornost Rakušanů. Poté dorazí i hejtman a učitel Treumann a řezník jim popisuje slavnost, kterou přichystal na oslavu jmenin arcivévody Karla. Jejím vyvrcholením má být zavěšení arcivévodovy podobizny na lípu – a právě tento obraz, který Rehm vybaluje a ukazuje, je oním „vzácným hostem“. Také přítomným vypravuje., že se dozvěděl, že jeho syn Franz se osvědčil v boji a byl povýšen na důstojníka, ba stal se generálovým oblíbencem. To těší zejména poštmistra, jehož dcera Caroline je Franzovou snoubenkou.
(3. obraz – Světnice u poštmistra) Poštmistrovic Caroline doufá v brzký mír. Otec jí přináší zprávu o Franzově povýšení a Caroline se raduje. Její bratr Joseph na kolenou žádá otce, aby směl odejít k vojsku na obranu otčiny, a poštmistr mu dojatě žehná. O něco později vstoupí do světnice jakýsi důstojník, ze kterého se vyklube Franz. Je v městečku jen na skok, protože doprovází svého generála do Vídně, a přišel Carolinu pozdravit.
(4. obraz – Světnice u řezníka) Bernhard vzpomíná na své vojančení za prince Evžena. Hannchen přiběhne v pláči: její milý Joseph se nechal odvést k vojsku. Děd ji utěšuje. Přicházejí Rehm, hejtman a nakonec i Joseph sám v novém stejnokroji lehké jízdy. Hannchen se po něm dožaduje slibu věrnosti, zatímco muži mu blahopřejí a chválí ho. Pak všichni odcházejí na slavnost.
(5. obraz – Skvostný rytířský sál na císařském hradě nad městečkem, s portrétem arcivévody Karla ověnčeným vavřínem) Ke slavnosti se shromáždila veškerá honorace městečka, včetně učitele a sboru jeho žáků. Okresní hejtman přivádí Rehmově rodině ukázat Franze. Všichni přísahají věrnost císaři a vlasti a se zdviženou pravicí provolávají slávu zachránci Německa, milovanému arcivévodovi Karlovi (sbor Völker, preiset mit erhobne Hand a závěrečný zpěv-vaudeville Bey Amberg ist der Sieg erkämpft).